# Anton Kaindl
Anton Kaindl (ur. 14 lipca 1902 w Monachium, zm. 31 sierpnia 1948 w Workucie) – zbrodniarz hitlerowski, SS-Standartenführer, ostatni komendant obozu koncentracyjnego Sachsenhausen. 

## Życiorys
Członek NSDAP (nr 4390500) i, od 1 lipca 1935, SS (nr. 241248). Początkowo pełnił służbę w administracji SS. Następnie od 1 listopada 1939 był kierownikiem administracji w Dywizji SS-Totenkopf. W marcu 1942 Kaindl został mianowany szefem referatu IV w ramach Urzędu D (zarządu obozami koncentracyjnymi) w WVHA. Wreszcie od 31 sierpnia 1942 do 22 kwietnia 1945 był komendantem obozu w Sachsenhausen. Po osadzeniu w obozie gen. Stefana Roweckiego Kaindl zaostrzył reżim więzienny zgodnie z rozkazem z RSHA, odcinając generała od wszelkich kontaktów z innymi więźniami.
Po zakończeniu wojny Kaindl został schwytany przez aliantów i występował początkowo jako świadek na procesie norymberskim. Następnie ekstradowano go do strefy sowieckiej. Był głównym oskarżonym podczas procesu załogi Sachsenhausen przed radzieckim Trybunałem Wojskowym w Berlinie-Pankow. 1 listopada 1947 Kaindl skazany został na dożywotnie pozbawienie wolności połączone z ciężkimi robotami. Karę odbywał w łagrze w okolicach Workuty, gdzie zmarł pod koniec sierpnia 1948.